# Lungo muro del Chersoneso
Il Lungo Muro del Chersoneso fu una fortificazione costruita da Milziade il Vecchio a difesa della penisola del Chersoneso Tracico (la moderna Penisola di Gallipoli). Non va confuso col Muro anastasiano, che si trova subito ad occidente di Costantinopoli.
Fui restaurato da Pericle e Dercillida.
Il 26 gennaio 447 un forte terremoto fece crollare il Lungo muro (oltre a danneggiare Costantinopoli)
Fu successivamente restaurato da Giustiniano I. Nel 559 fu difeso con successo da Germano dall'invasione dei Kutriguri.